# Herb Bydgoszczy
Herb Bydgoszczy – jeden z symboli miejskich Bydgoszczy w postaci herbu, który powstał tuż po nadaniu jej praw miejskich (1346), jego godło było wówczas zbliżone do współczesnych nam herbów Nakła nad Notecią i Śremu. Jego ostateczny kształt uformowany został jeszcze w XV wieku, następne stulecia ugruntowały tylko ten wizerunek, uzupełniając go dodatkowymi elementami. Co najmniej od połowy XVI stulecia w zwieńczeniu środkowej, najwyższej baszty, pojawiał się krzyż i chorągiewka, pozostałe skrajne wieże wieńczyły kule bądź iglice. Krzyż pozostawał elementem miejskiego godła aż do 1936 roku. Przyczyna pozbawienia herbu tego atrybutu heraldycznego nie jest znana. Pewnym modyfikacjom ulegał również kształt baszt obronnych, które najczęściej były kryte dachem namiotowym, chociaż pojawiały się również wieże otwarte u góry. Zastosowane w herbie barwy heraldyczne odbiegają od heraldycznej konwencji (błękitne wrota i dachy wież) i są dalekie od barw naturalnych.

## Wygląd i Symbolika
Herb miejski Bydgoszczy należy do popularnych w heraldyce miejskiej wyobrażeń tzw. herbów architektonicznych. Brama lub mur obronny z trzema basztami jest częstym elementem heraldycznym zarówno w Polsce, jak i w miejskiej heraldyce europejskiej. Również legendy (napisy) na bydgoskich pieczęciach miejskich pozostają w głównym nurcie stosowanych wówczas napisów napieczętnych.
Herb Bydgoszczy ma w polu srebrnym mur miejski czerwony z blankami, z bramą i trzema basztami, z których środkowa jest wyższa i większa. W każdej baszcie po jednym oknie łukowym, czarnym. Na basztach dachy niebieskie, zakończone gałkami złotymi. Na gałce dachu baszty środkowej wietrznik złoty, zwrócony w prawo. W murze brama z broną złotą podniesioną: prawe podwoje otwarte, otwór bramy srebrny: podwoje : niebieskie, okucie podwoi: złote.

## Historia
Skrótowy opis dziejów bydgoskiego herbu dali między innymi Jerzy Derenda i Józef Podgóreczny, ze strony niemieckiej dokonał tego Günther Meinhardt. Natomiast pieczęcie Bydgoszczy najobszerniej omówił Marian Gumowski.

### Najstarszy zachowany herb
Najstarszy herb miasta Bydgoszczy zachował się na pieczęci wiszącej przy dokumencie dla koronowskich cystersów z 27 marca 1362 roku, wystawionego w Byszewie (Byszewie Nowym, czyli dzisiejszym Koronowie) przez pochodzącego z krajeńskiego Wałdowa rycerza imieniem Walko (Waldo). Wśród wymienionych w testacji świadków omawianego dyplomu występuje dwóch bydgoskich burmistrzów oraz jeden rajca i to oni zapewne przywiesili pieczęć swego miasta. Woskowy odcisk uległ zniszczeniu, lecz zachowały się jej opisy i podobizny. Była to pieczęć okrągła o średnicy 35 mm, wyobrażająca basztę z bramą i z szerokim, wspartym na krokwiach blankowanym gankiem, przykrytą niskim spiczastym dachem, prawdopodobnie zwieńczonym gałką. W otokowym napisie legenda: + S CIVITATIS BIDGOSCSE
Prawdopodobnie była to pierwotna pieczęć Bydgoszczy, która powstała wkrótce po wydaniu przez króla Kazimierza Wielkiego przywileju lokacji miasta – 19 kwietnia 1346 roku. Prawo używania pieczęci przysługiwało wszelkim osadom, nawet o charakterze miejskim, dopiero wraz tzw. lokacją, nadaniem praw miejskich i zorganizowaniem samorządu miejskiego.

### Herb XIV–XV w.
Kolejna pieczęć zachowała się według sfragistyka Mariana Gumowskiego przy nieposiadającym datacji dokumencie z około 1400 roku przechowywanym w Archiwum Państwowym w Toruniu. Jest ona w swej ikonografii i legendzie odmienna od poprzedniej. W polu tej liczącej 27 mm średnicy pieczęci przedstawiona została duża kwadratowa brama miejska o podwójnym obudowaniu, nad nią jakby dwie niskie wieże boczne i daszek spiczasty w środku. W otoku umieszczono inskrypcję: S' CIVITATIS BROMBVRIEN.
Gumowski opisał jeszcze jedną średniowieczną pieczęć Bydgoszczy, przywieszoną do bliżej niezidentyfikowanego dyplomu z 1362 roku, według autora przechowywanego w archiwum poznańskim, wobec tego akt ten podejrzewa się, iż może być on obecnie przechowywany w Archiwum Państwowym w Bydgoszczy. Wobec tak niepełnego opisu (brak sygnatury) nie udało się zidentyfikować wspomnianego dokumentu, a tym samym natrafić na tę pieczęć. Gumowski nie opublikował jedynie opis – miała to być pieczęć o średnicy 35 mm, na której obwodzie widniał napis: + S CIVITATIS BYDDGOSH.
W godle wyobrażono „bramę forteczną z dwiema wieżami po bokach i daszkiem spiczastym w środku”, widać więc wyraźne podobieństwa do herbu poprzedniego.
W Archiwum Państwowym w Toruniu przy dwóch dokumentach z 1485 zachowała się w papierowo-woskowych odciskach gotycka pieczęć, zamykająca listy rady miasta Bydgoszczy. Opatrzono ją, obecnie bardzo słabo czytelnym, wykonanym minuskułą gotycką, otokowym napisem: + SIGILLUM CIVITATIS BIDGOSTIENSIS.
W polu pieczęci ukazano blankowaną bramę miejską o czterech blankach, w niej wrota, z których heraldycznie lewa połowa jest otwarta. Sponad murów wyrastają 3 baszty okrągłe, zwieńczone spiczastymi dachami. Obie baszty skrajne, niższe, zakończono krótkimi iglicami, natomiast wyższa niż pozostałe baszta środkowa zwieńczona została kulą. We wszystkich trzech basztach okienka zamknięte półokrągło. Warto tu zaznaczyć jedynie nietypowe dla innych wzorów herbu Bydgoszczy otwarcie heraldycznie lewej połowy podwoi bramnych.
Z przełomu XV i XVI stulecia pochodzi niewielka, owalna pieczęć sygnetowa o wymiarach 20/11 mm. Wyobraża ona na gotyckiej tarczy turniejowej mur forteczny z bramą w połowie otwartą i trzema równymi basztami o ostrych, spadzistych dachach. Nad tarczą widnieją litery B S (Bidgostiense Sigillum).

### Herb w XVI w.
Jak zauważył Ryszard Kabaciński, architektoniczny motyw godła miejskiego był dla współczesnych tak oczywisty, że najpóźniej w połowie XVI stulecia przyswoiły go sobie niektóre bydgoskie cechy rzemieślnicze, jak na przykład garncarze, którzy uczynili z symbolu miejskiego element herbu cechowego, wzbogacając go, w miejsce bramy, najbardziej popularnym wyobrażeniem swej produkcji – glinianym dzbanem. Przytoczona tu, jako najbardziej instruktywny przykład, pieczęć bydgoskich garncarzy ma średnicę 30 mm i jest przywieszona do dokumentu spisanego w roku 1554.
Kolejną odmianę herbu Bydgoszczy można zaobserwować na tzw. pieczęci Wojciecha Łochowskiego Starszego, znanej, oprócz wielu odcisków, z oryginalnego tłoka pieczętnego przechowywanego w Muzeum im. Leona Wyczółkowskiego w Bydgoszczy. Do niedawna przypuszczano, iż pochodzi on z roku 1640, jak głosi inskrypcja fundacyjna na jego uchwycie, uzupełniona dodatkowo gmerkiem mieszczańskim Łochowskich. Zgodnie z napisem uchwyt tego tłoka pieczętnego został sprawiony do pieczęci podwójciego. Jednak dokładniejsza analiza tłoka pieczętnego, którą zawdzięczamy Rajmundowi Kuczmie, wskazuje na jego znacznie wcześniejsze pochodzenie – na pewno sprzed roku 1564.
Pochodzące z około połowy XVI wieku wyobrażenie tej mierzącej 37 mm średnicy pieczęci można opisać następująco: W miejskim murze obronnym, blankowanym, zbudowanym zapewne z ciosów kamiennych, brama z otwartą prawą (heraldycznie) połową wrót, w którym to prześwicie widać na pół opuszczoną bronę (kratę). Na zamkniętej lewej (heraldycznie) połowie bramy widać masywne, wyprofilowane na kształt wąsów okucia zawiasów. Ponad murem wznoszą się trzy wieże z prostokątnymi oknami pośrodku każdej, nakryte dachami namiotowymi zwieńczonymi gałkami. Kule na wieżach bocznych zakończone są krótkimi iglicami, natomiast gałkę wieży środkowej zwieńczono wysokim, wchodzącym w pole napisu otokowego, krzyżem łacińskim z chorągiewką o dwu strefach zwróconą w prawo (heraldycznie). W otoku umieszczono napis: SIGILVM * CIVITATIS * BIDGOSTIENSIS.

### Herb w XVII–XIX w.

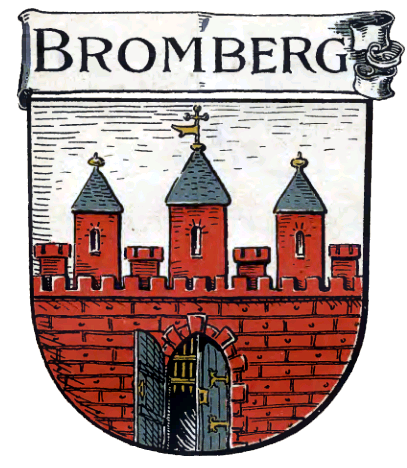
Niemiecka wersja

Poszczególne wyrazy legendy rozdzielono dość rozbudowaną floraturą. Zachowało się dość wiele XVII-wiecznych odcisków tej tzw. „pieczęci Łochowskiego”.
Tłokiem tym pieczętowano wystawiane przez miasto dokumenty jeszcze w XVIII wieku. Świadczą o tym przechowywane w Archiwum Państwowym w Toruniu dwa dokumenty burmistrza i rady miasta Bydgoszczy. Na jednym z nich, wystawionym w 1701 roku, do którego na czerwonej wstędze z białym obrębieniem przywieszono pieczęć odciśniętą w czerwonym wosku, zabezpieczoną przed zniszczeniem toczoną w drewnie puszką. Drugi ze wspomnianych dyplomów uwierzytelniony został w formie odcisku papierowo-woskowego. Ważniejsze jednak jest to, że wystawiono go w 1765 roku. Pozwala to przypuszczać, iż „pieczęć Łochowskiego” była traktowana przez cały okres staropolski jako reprezentacyjna pieczęć miejska, używana prawdopodobnie do czasu pierwszego rozbioru Polski (1772).
Od schyłku lat trzydziestych XVII wieku poprzez całą resztę tego stulecia pojawiałą się pieczęć wójtowska Bydgoszczy (wójt – po łac. advocatus). W jej otokowym napisie wykonanym kapitałą humanistyczną umieszczono inskrypcję: + SIGILVM ... ADVOCATIALAE + CIVITATIS ) BIDGOST.
Jest ona bardzo podobna w stylu do omawianej powyżej „pieczęci Łochowskiego”, ma nawet identyczne z nią wymiary, to jest średnicę 37 mm. Może to do tej właśnie pieczęci przeznaczony był sprawiony przez Wojciecha Łochowskiego srebrny uchwyt pieczętny? W stosunku do poprzednio omawianej, rysunek tej pieczęci różni się przede wszystkim tym, że mur obronny nie posiada wyraźnie zarysowanego blankowania, a dachy wszystkich trzech wież zwieńczone zostały kulami. Do czasów współczesnych zachowało się kilka jej odcisków papierowo-woskowych oraz jeden, mocno zniszczony, wykonany w czerwonym laku, przechowywany w Muzeum Historyczno-Etnograficznym w Chojnicach.
Jeszcze w szóstym dziesięcioleciu XVII w. funkcjonowała także pieczęć ławy miejskiej. Miała ona średnicę 30 mm, na jej obwodzie umieszczono napis wykonany gotycyzującą minuskułą: „S + Scabinorum + bidgostiensis”.
Zamieszczony na niej rysunek bydgoskiego herbu charakteryzował się wyraźnym zarysem cegieł muru miejskiego, otwartą heraldycznie lewą połową bramy miejskiej i zwieńczeniem iglicami dachów baszt. Zachowało się sporo papierowo-woskowych odcisków tej pieczęci przechowywanych w Archiwum Państwowym w Bydgoszczy. W bydgoskim Muzeum im. Leona Wyczółkowskiego znajduje się klejnot bydgoskiego Bractwa Kurkowego (Strzeleckiego). Jak można wnosić z umieszczonego na kurze herbu Grzymała, pochodzi on zapewne z okresu 1600–1617, gdy funkcję starosty bydgoskiego sprawował Maciej Smogulecki, pieczętujący się właśnie Grzymałą. W szponach prawej nogi kur strzelecki trzyma kartusz z wyobrażonym w nim herbem Bydgoszczy. Jest to mur miejski, w którym umieszczono bramę wiszącą na trzech zawiasach. Heraldycznie prawe skrzydło wrót jest otwarte, w prześwicie widać podniesioną kratę. Po bokach bramy zaznaczono strzelnice tzw. kluczowe. Ponad murem wyrastają trzy wieże zwieńczone blankowaniem, wieża środkowa jest wyższa. We wszystkich basztach umieszczono okrągłe okna. W tak przedstawionym godle Bydgoszczy wyraźnie widać nawiązanie do herbu fundatora – Grzymały. Ten szlachecki herb wyobraża, bowiem w polu złotym mur blankowany czerwony o trzech basztach, również blankowanych, z których środkowa jest wyższa, z bramą otwartą o złotych podwojach. W bramie stoi rycerz w zbroi z tarczą i wzniesionym mieczem.
W taki oto sposób przetransponowany herb Bydgoszczy konsekwentnie był wielokrotnie przedstawiany w Księdze Królów Kurkowych Bractwa Strzeleckiego w Bydgoszczy. Zamieszczone tam podobizny są tym cenniejsze, iż malowano je w kolorze, co pozwala na odtworzenie pierwotnych barw heraldycznych.
Szczególnie ciekawy jest herb umieszczony na bordiurze jednej z kart Księgi. Miniatura ukazuje nam złoto obramowaną tarczę o błękitnym polu, zwieńczoną również złotą otwartą koroną królewską. Sam herb przedstawia czerwony mur miejski o pięciu blankach z bramą, której heraldycznie prawe skrzydło jest otwarte. Ościerza bramy obudowane białym kamieniem, wrota w kolorze złotawym, deski ułożone w jodełkę, w otworze bramnym widać podniesioną bronę. Po obu stronach wrót umieszczono strzelnice tzw. kluczowe. Ponad murem wyrastają trzy, jednakowej wysokości, okrągłe wieże zwieńczone blankowaniem. Każda z wież opatrzona została w dwa ciągi otworów strzelniczych; ciąg górny – po dwa okienka, ciąg dolny – po jednym okienku. Spoinowanie wykonano białą farbą. Dodatkowym elementem są fragmenty drzew wystające ponad mur miejski. Opisany tu herb wykonany prawdopodobnie został w końcu XVII stulecia, lecz stał się wzorem do naśladowania na kolejnych kartach Księgi Królów Kurkowych.
Wpisy pochodzące z pierwszych lat zaboru pruskiego opatrywano w okrągłe kartusze, zawsze sąsiadujące z czarnym orłem Królestwa Prus, na których umieszczano godło Bydgoszczy tylko w niewielkim stopniu odbiegające od swego XVII-wiecznego pierwowzoru. Jedyną znaczniejszą różnicą jest przeniesienie korony na pole tarczy, ponad wieże. W rysunku herbu novum stanowi namalowanie u dołu bramy drewnianego (kolor złocisty) mostu zwodzonego przerzuconego nad fosą. Taki wizerunek herbu, różniący się pomiędzy sobą tylko w szczegółach, jak np. liczba strzelnic w basztach, widnieje pod rokiem 1774 i 1791.
W XIX wieku, pomimo nadal obowiązującego wzorca, różnice w szczegółach herbu nasiliły się, o czym świadczą rysunki z lat 1828 i 1830. W rysunkach pojawiają się już złota korona i most zwodzony, na murze obronnym brak blankowania, deski we wrotach bramy ułożone zostały pionowo. Rysunki pozbawione są cech heraldycznych, zastosowane barwy odpowiadają kolorom naturalnym. Z okresu pruskiego, dokładniej z roku 1796, posiadamy nową pieczęć wyobrażającą ceglany mur miejski zwieńczony blankami, w którym umieszczono bramę z otwartą heraldycznie prawą połową wrót. Wrota zawieszono na dwu parach zawiasów zakończonych wąsami, zbudowano je z desek ułożonych w jodełkę. Znad muru wyrastają trzy wieże jednakowej wysokości, w każdej z nich po jednym prostokątnym okienku. Namiotowe dachy wież, kryte dachówką karpiówką, zwieńczono kulami, natomiast wieża środkowa posiada dodatkowo maszt zakończony krzyżem, na którym powiewa chorągiewka zwrócona w heraldycznie prawą stronę. Oryginał papierowo-woskowego odcisku o średnicy 47 mm opatrzono w górnej części rysunku półokrągło rozmieszczonym napisem: „SIEGEL DER KONIGL: PREUSS: STADT” poniżej zaś, poziomo, dodano: „BROMBERG”.
Bardzo podobnie wygląda herb miasta na planie Bydgoszczy z 1800 roku, sporządzonym przez porucznika Lindnera. Niewiele od jej rysunku odbiegała pieczęć miejska z 1823 roku – podstawowe różnice polegały na dodaniu iglic kulom wieńczącym dachy skrajnych baszt i zwróceniu w lewo chorągiewki na wieży środkowej.

### Herb po 1920 r.

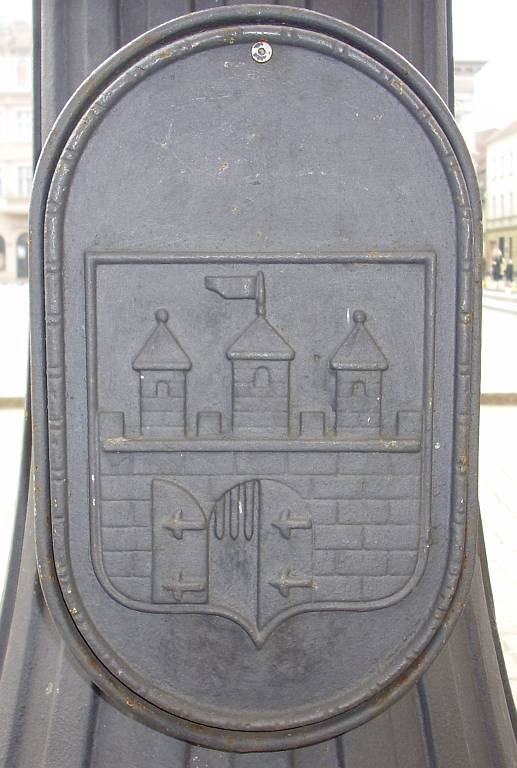
Latarnia w centrum miasta z herbem Bydgoszczy

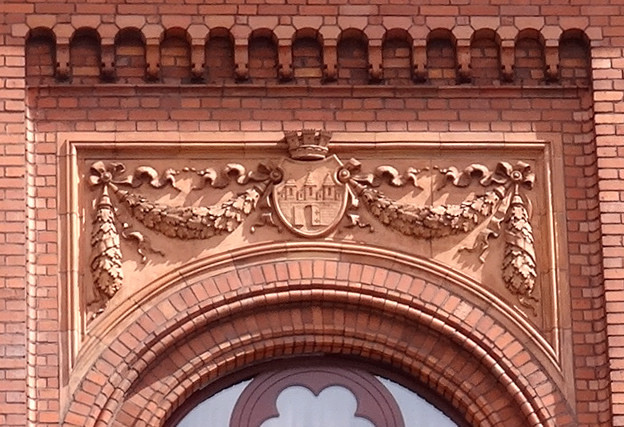
Herb na elewacji Gimnazjum Klasycznego przy pl. Wolności (1877)

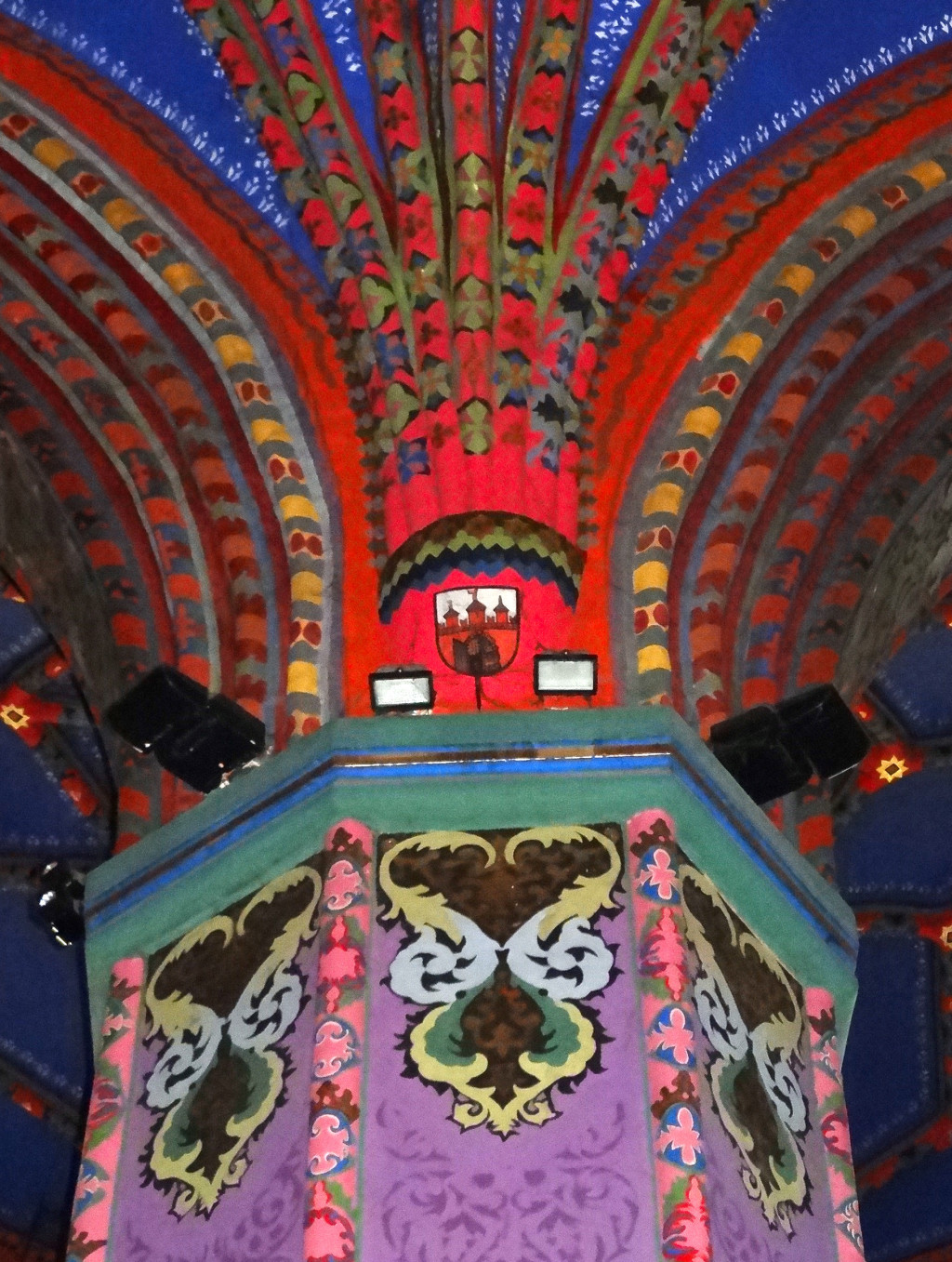
Herb na polichromii katedry bydgoskiej

Od około połowy XIX stulecia utrwalił się rysunek herbu Bydgoszczy, który przetrwał do momentu powrotu miasta do Macierzy w styczniu 1920 roku. Herb umieszczano zwykle na fantazyjnym kartuszu, u góry ozdobionym tzw. koroną murową (corona muralis). Przedstawiał on mur obronny z czterema blankami, w którym umieszczono bramę miejską, obudowaną kamiennymi ciosami. Heraldycznie prawa połowa wrót jest otwarta, w prześwicie bramnym widać na wpół opuszczoną bronę. Ponad murem wznoszą się trzy okrągłe baszty nakryte dachami namiotowymi, z których środkowa jest wyższa. W każdej wieży po jednym półkoliście zakończonym oknie. Dachy wież skrajnych zwieńczone zostały kulami, środkowa również posiadała gałkę, lecz zwieńczoną wysokim krzyżem, na którym umieszczono chorągiewkę dachową zwróconą w heraldycznie prawą stronę. Taki herb widnieje na medalionie łańcucha nadburmistrza Bydgoszczy z drugiej połowy XIX wieku. Umieszczano go również na miejskich budynkach użyteczności publicznej, np. nad wejściem do dawnego ratusza przy ul. Poznańskiej, nad głównym wejściem gazowni przy ul. Jagiellońskiej oraz Hali Targowej.
Widnieje również na oficjalnych dokumentach miejskich, jak ten z 1869 roku, oraz na karcie tytułowej Księgi Adresowej Bydgoszczy z roku 1911. Wraz z odzyskaniem niepodległości, polskie władze samorządowe przejęły dotychczasowy rysunek herbu, pozbawiając go jednak korony murowej. Świadczy o tym odcisk pieczęci magistrackiej z ok. 1930 roku. Jednocześnie rozpoczęto badania, w jakim stopniu herb miejski został skażony przez zaborcze naleciałości. Zadanie to powierzono kustoszowi Biblioteki Miejskiej Leopoldowi Kronenbergowi. Nie uchroniło to godła Bydgoszczy od pewnej dowolności w jego wyobrażeniu, dotyczyło to najczęściej zwieńczenia dachów wież.
Problem herbu powrócił w 1933 roku wraz z końcem okresu przejściowego w sprawie regulacji wzorów pieczęci, oznak i flag. Prezydent Bydgoszczy – Leon Barciszewski polecił prace nad nowym wzorem herbu miasta doktorowi Witoldowi Bełzie, dyrektorowi Biblioteki Miejskiej i jednocześnie naczelnikowi Wydziału Kultury i Sztuki w bydgoskim Magistracie. W związku z tym powstały projekty, z których dwa przechowywane są w bydgoskim Archiwum Państwowym.
Pierwszy z nich przedstawiał mur miejski z bramą, której prawa połowa jest otwarta. W prześwicie bramnym widać podniesioną bronę. Mur z cegły, zwieńczony czterema blankami i trzema basztami, w każdej z nich otwór strzelniczy. Wieże nakryte dachami namiotowymi zakończonymi krzyżami równoramiennymi (wieże skrajne) i łacińskim (baszta środkowa). Wieża środkowa, wyższa niż boczne, ma nadto przytwierdzoną do krzyża chorągiew dachową zwróconą w prawo.
Drugi z projektów, bardzo staranny w wykonaniu, różni się od poprzedniego tym, że w murze zmieniono cegłę na kamień, mur obronny uzyskał też ozdobny gzyms. Dachy baszt zwieńczono złotymi kulami, baszta środkowa posiadała też krzyż łaciński, z którego zwisała czerwona chorągiew w prawo. Wiosną Magistrat Bydgoszczy przystąpił do prac nad ostatecznym rysunkiem herbu i jego historycznym wywodem. 25 kwietnia 1933 roku na posiedzeniu magistratu ustalono wzór herbu Bydgoszczy i przepisy dotyczące jego używania, uchwałę sygnował prezydent Leon Barciszewski. Następnego dnia (16 kwietnia 1933 r.) wystąpiono do Rady Miejskiej z wnioskiem o zatwierdzenie uchwały magistratu. 4 maja rada omawiała to zagadnienie, a następnego dnia wniosek zatwierdziła. Wobec takiego obrotu sprawy 8 maja 1933 roku prezydent miasta wystąpił do Ministra Spraw Wewnętrznych o zatwierdzenie herbu zgodnie z obowiązującym ustawodawstwem. Wizerunek herbu miasta Bydgoszczy został ostatecznie ustalony 3 października 1936 roku przez Ministra Spraw Wewnętrznych w porozumieniu z Ministerstwem Wyznań Religijnych i Oświecenia Publicznego. Tak oto opisano w Monitorze Polskim urzędowy wzór godła Bydgoszczy:
W polu srebrnym mur miejski czerwony z blankami, z bramą i trzema basztami, z których środkowa wyższa i większa, w każdej baszcie po jednym oknie łukowym, czarnym. Na basztach dachy niebieskie, zakończone gałkami złotymi. Na gałce dachu baszty środkowej wietrznik złoty zwrócony w prawo. W murze brama z broną złotą podniesioną; prawe podwoje otwarte; otwór bramny srebrny, podwoje niebieskie, okucia podwoi złote”.
Trudno jednoznacznie powiedzieć, co sprawiło, iż ostateczna wersja herbu różniła się nieco od jego projektu, ujęto bowiem z najwyższej, środkowej baszty krzyż, pozostawiając jednak chorągiewkę. Może był to wpływ Ministerstwa Wyznań Religijnych i Oświecenia Publicznego, dążącego do unikania ewentualnych zadrażnień na tle symboli religijnych.

## Plany

### plany 1939 r.
W określonym w 1936 roku kształcie herb dotrwał do wybuchu II wojny światowej. Już pod koniec 1939 roku okupacyjne władze hitlerowskie przystąpiły do projektu zmiany herbu miejskiego. Niemcy dążyli do przywrócenia wzorca z okresu zaboru pruskiego, jednakże w miejsce korony murowej i chorągwi dachowej zakończonej krzyżem, planowano wstawić faszystowskiego orła trzymającego w łapach godło hitlerowskich Niemiec – hakenkreuz w czerwonym kolistym polu. Z niewiadomych względów projektu tego nie wprowadzono w życie, co można zaobserwować na pieczęci nadprezydenta Bydgoszczy. Widniejący tam herb miasta odpowiada opisowi ustalonemu przez polskie Ministerstwo Spraw Wewnętrznych w roku 1936. Również po odzyskaniu niepodległości całkowicie pozostano przy godle przedwojennym.

### plany 1948 r.
Pewne plany powzięto w 1947 roku w związku z uchwałą Krajowej Rady Narodowej, nadającą Bydgoszczy Krzyż Grunwaldu III klasy za obronę polskości w latach 1939–1945 i bohaterską walkę z Niemcami. Na posiedzeniu Miejskiej Rady Narodowej z 16 maja 1947 roku wyrażono zgodę na uzupełnienie herbu miejskiego o Krzyż Grunwaldu. Zarząd Miejski ogłosił konkurs w dniu 29 września 1948 roku, spośród 11 prac jury wybrało projekt Kazimierza Boruckiego, na którym dolną część tarczy herbowej (od linii muru obronnego) oplatał wieniec laurowy, z którego zwisało odznaczenie. Realizacja tego pomysłu najpierw została odłożona, a później poszła w zapomnienie.

### Plany 1999 r.
W związku z planowaną na czerwiec 1999 wizytą w Bydgoszczy papieża Jana Pawła II, Rada Miasta rozważała modyfikację herbu na trzy sposoby: otwarte oba wrota bramy puste, z herbem watykańskim lub krzyżem pastoralnym. Projekt, zgłoszony przez Wiesława Ormińskiego 4 maja 1999, nosił nazwę "Otwórzmy szeroko bramy naszego miasta".

### Plany 2002 r.
Z propozycją zmian w herbie Bydgoszczy wystąpili radni AWS. Proponowano wówczas umieszczenie na jednej z herbowych baszt krzyża.